# Videojuego de acción
Un videojuego de acción es un videojuego en el que el jugador debe usar su velocidad, destreza y tiempo de reacción. Entre los diversos géneros de videojuegos, el género de acción es el más amplio y abarcativo, englobando muchos subgéneros como videojuegos de lucha, videojuegos de disparos en primera persona, beat 'em ups y videojuegos de plataformas.
Muy a menudo, los videojuegos de acción usan la violencia.

## Características
Si bien los primeros videojuegos de acción eran para computadora, gran parte de los géneros de videojuegos de acción se popularizaron en los arcades, que tomaron popularidad en los años 1970 y 1980. Por entonces, la gran mayoría de los videojuegos se enfocaban en desafiar la destreza del jugador, lo cual conllevó a que adoptasen ese estilo de juego corto y adictivo que caracteriza al arcade. Las temáticas de deportes y conducción eran comunes, pero otros videojuegos con temas más variados (y usualmente violentos) comenzaron a formar parte del género de acción.
Entre algunos de los primeros videojuegos de acción podemos encontrar a Space Invaders y Kung Fu Master, los cuales contribuyeron a popularizar los subgéneros Matamarcianos y beat 'em up, respectivamente. A medida que las videoconsolas y las computadoras personales se volvían más populares, era cada vez más común que los videojuegos de acción incluyeran otros elementos que no fueran de acción para prolongar el juego y reducir la repetición.

## Objetivos y jugabilidad
Si bien los objetivos de estos videojuegos varían de videojuego a videojuego, generalmente implican avanzar a través de niveles, eliminando hordas de enemigos y resolviendo problemas. Muchos videojuegos incluyen uno o más "jefes", a veces precedidos por "minijefes". Un minijefe es generalmente el clímax hacia un nivel o serie de niveles, con un jefe al final del juego o periódicamente por el juego, llevando a un "jefe final", el cual derrotar es el objetivo principal.
Para derrotar jefes se suele usar el "reconocimiento de patrones" y la velocidad de reacción física. En la mayor parte de los videojuegos viejos (e inclusive algunos modernos) los jefes son programados con un patrón de ataques simple o con movimientos que el jugador aprende a través de la experiencia. Estos patrones simples a menudo abarcan "combos" que exigen al jugador saltar, esquivar o bloquear ataques para luego atacar en ciertos puntos claves, todo esto mientras se maneja el tiempo de los patrones para poder atacar.
Muchos subgéneros, como los videojuegos de plataformas, incluyen problemas de estilo gimnástico, como por ejemplo saltos de tiempos regulados hacia y desde plataformas móviles. Los videojuegos de plataformas, ya sean en dos o tres dimensiones, son similares en concepto a la serie de videojuegos Mario Bros.. Algunos videojuegos de acción tienen una jugabilidad al estilo de los videojuegos de disparos en tercera persona, permitiéndole al jugador adquirir y (a veces) mejorar un conjunto de armas, cada una con una habilidad especial. 
Otro subgénero común es el Matamarcianos, en el cual el jugador controla un personaje o vehículo con muchas armas, y debe disparar a una gran cantidad de enemigos y objetos.

## Consecuencias físicas
Ciertos estudios han demostrado que la gente puede mejorar su visión jugando videojuegos de acción. Pruebas llevadas a cabo por científicos de la Universidad de Rochester en estudiantes indicaban que en un período de un mes, el rendimiento de los exámenes oculares mejoraba un 20% en aquellos que jugaban Unreal Tournament en comparación con aquellos que jugaban Tetris. Se cree que esto se debe a que el videojuego de acción mejora la resolución espacial de la visión de los jugadores.